# Antissella quinquecella
Antissella quinquecella är en tvåvingeart som först beskrevs av Macquart 1846.  Antissella quinquecella ingår i släktet Antissella och familjen vapenflugor. Inga underarter finns listade i Catalogue of Life.